# 1 ottobre (film)
1 ottobre (October 1) è un film del 2014 diretto da Kunle Afolayan.
Il titolo del film fa riferimento alla data dell'indipendenza della Nigeria, 1º ottobre 1960.

## Trama
Un ispettore di polizia locale, Danladi Waziri, si reca alla villa dell'ex capo di polizia e nonché ex colono che deve fare il rapporto prima della data d'indipendenza del passaggio da colonia britannica a stato indipendente, cioè il 1º ottobre 1960. Nella relazione dell'indagine si tratta del caso del serial killer, l'assassino che ha commesso cinque omicidi, tutte donne e vergini. Dal villaggio di Akote, scoppia la tensione e la paura, che l'ispettore ed i poliziotti tentano di tenere sotto controllo, nonostante le difficoltà dell'indagine e dei misteri inspiegabili. Alla fine si scopre della verità sconcertata che di seguito i membri presenti della sala, che essendo ex coloni britannici e bianchi, decidono di insabbiare il caso.

## Riconoscimenti
- Africa International Film Festival - vincitore (2014)[3]
- Pan African Film Festival - Nominato e vincitore (2015)[4]
- MultiChoice - Nominato e vincitore (2015)[5]
- Africa Movie Academy Awards - Nominato e vincitore (2015)[6][7]